# Marianna Longa
Marianna Longa (* 26. April 1979 in Tirano) ist eine ehemalige italienische Skilangläuferin.

## Werdegang
Longa holte bei den Europäischen Olympischen Winter-Jugendtagen 1995 in Andorra la Vella die Bronzemedaille über 7,5 km klassisch. Im Jahr 1997 nahm sie bei den Juniorenweltmeisterschaften in Canmore teil. Beim Sieg der Estin Kristina Šmigun über 5 Kilometer klassisch belegte sie den neunten Platz. Mit der Staffel holte sie die Goldmedaille. Zwei Jahre später in Saalfelden gewann sie über 5 Kilometer die Bronzemedaille hinter Lina Andersson und Pirjo Manninen. Über 15 Kilometer Freistil belegte sie den siebenten Platz. Zum Abschluss der Saison 1999/2000 wurde Longa im heimischen Bormio das erste Mal im Skilanglauf-Weltcup eingesetzt. Über 5 Kilometer klassisch erreichte sie den 39. und in der Verfolgung den 43. Platz. Im Dezember 2001 gewann Longa beim Sprint in Asiago mit Platz 24 ihre ersten Weltcuppunkte. Auch über die Distanz von 15 Kilometer klassisch im Val di Fiemme schaffte sie den Sprung unter die besten 30 Athleten. Diese Ergebnisse sicherten ihr einen Startplatz in der italienischen Mannschaft bei den Olympischen Winterspielen 2002 in Salt Lake City. Dort konnte sie mit Platz 20 über 10 Kilometer klassisch überzeugen, so dass sie auch für den Staffelwettbewerb nominiert wurde, bei dem das italienische Team den sechsten Platz belegte. In der Saison 2002/03 gelang Longa in Oberhof mit Platz sieben über 10 Kilometer klassisch erstmals der Sprung in die Top Ten. Bei den Nordischen Skiweltmeisterschaften 2003 im heimischen Val di Fiemme erreichte sie über 15 Kilometer klassisch den elften Platz und über 10 Kilometer klassisch den 20. Platz. Mit der Staffel belegte sie den siebenten Rang. Im Februar 2005 gab Longa bekannt, dass sie ein Kind erwartete.
Nach der Geburt ihres Sohnes Michele kehrte Longa zu Beginn der Saison 2006/07 in den Weltcup zurück. Nach mehreren starken Auftritten, vor allem bei der Tour de Ski, wo sie den 15. Gesamtrang belegen konnte, gelang der Klassikspezialistin beim Weltcup in Otepää über die Distanz von 10 Kilometer klassisch mit Platz fünf ihr bis dahin bestes Karriereresultat. Auch bei den Nordischen Skiweltmeisterschaften 2007 in Sapporo schaffte sie mit Platz acht in der Verfolgung den Sprung unter die Top Ten. Am Ende der Saison belegte sie den 19. Platz im Gesamtweltcup und Platz 13 im Distanzweltcup. Nach ihrer bisher erfolgreichsten Saison gab Longa im November 2007 überraschend aus persönlichen Gründen ihren Rücktritt aus dem aktiven Leistungssport bekannt. Im März 2008 kehre sie jedoch wieder in die italienische Weltcup-Mannschaft zurück. Beim Weltcup in Lahti feierte sie mit Platz fünf über 10 Kilometer klassisch ein starkes Comeback. Beim Weltcupfinale in Bormio schaffte sie Platz vier über 10 Kilometer klassisch. Dieses Ergebnis konnte sie zu Beginn der Saison 2008/09 im finnischen Kuusamo wiederholen. Die Tour de Ski 2008/09 beendete sie auf den fünften Platz. Im Januar 2009 erreichte sie in Vancouver in der Verfolgung über 15 Kilometer mit Platz zwei ihren ersten Podestplatz. Am 30. Januar feierte sie beim Massenstart-Wettbewerb in Rybinsk ihren ersten Sieg. Bei den Nordischen Skiweltmeisterschaften 2009 in Liberec gewann sie die Silbermedaille über die 15 Kilometer klassisch hinter Aino-Kaisa Saarinen und zusammen mit Arianna Follis die Bronzemedaille im Teamsprint. Beim Weltcupfinale in Falun errang sie den 13. Platz und erreichte damit den sechsten Platz im Gesamtweltcup und den dritten Rang im Distanzweltcup. In der folgenden Saison kam sie bei allen Weltcupteilnahmen in die Punkteränge. Bei der Tour de Ski 2009/10 belegte sie den achten Platz. Ihre besten Resultate bei den Olympischen Winterspielen 2010 in Vancouver waren der siebte Platz im 15 km Skiathlon und der vierte Rang mit der Staffel. Im März 2010 belegte sie in Lahti den dritten Platz mit der Staffel. Beim Weltcupfinale in Falun errang sie den 16. Platz und erreichte den zehnten Platz im Distanzweltcup und den neunten Platz im Gesamtweltcup. Zu Beginn ihren letzten Saison 2010/11 kam sie in Gällivare auf den dritten Platz mit der Staffel. Bei der anschließenden Nordic Opening in Kuusamo errang sie den achten Platz. Im Dezember 2010 belegte sie beim Weltcup in La Clusaz den zweiten Platz mit der Staffel. Die Tour de Ski 2010/11 beendete sie auf den dritten Platz. Beim folgenden Weltcup in Liberec wurde sie zusammen mit Magda Genuin Zweite im Teamsprint. In Rybinsk siegte sie mit der Staffel und belegte den zweiten Platz im Skiathlon. Bei den Nordischen Skiweltmeisterschaften 2011 in Oslo kam sie im Teamsprint und mit der Staffel jeweils auf den vierten Platz. Im Einzel war der fünfte Platz im Skiathlon ihr bestes Ergebnis. Die Saison beendete sie auf den siebten Platz im Gesamtweltcup und den vierten Rang im Distanzweltcup.

## Erfolge

### Siege bei Weltcuprennen

#### Weltcupsiege im Einzel
| Nr. | Datum           | Ort     | Disziplin           |
| --- | --------------- | ------- | ------------------- |
| 1.  | 30. Januar 2009 | Rybinsk | 10 km Freistil Mst. |

#### Weltcupsiege im Team
| Nr. | Datum           | Ort     | Disziplin          |
| --- | --------------- | ------- | ------------------ |
| 1.  | 6. Februar 2011 | Rybinsk | 4 × 5 km Staffel 1 |

### Siege bei Continental-Cup-Rennen
| Nr. | Datum         | Ort       | Disziplin      | Serie           |
| --- | ------------- | --------- | -------------- | --------------- |
| 1.  | 13. März 1999 | Candanchu | 5 km klassisch | Continental-Cup |

### Siege im Rollerski-Weltcup
| Nr. | Datum             | Ort    | Disziplin                |
| --- | ----------------- | ------ | ------------------------ |
| 1.  | 6. September 2008 | Cesana | 10 km klassisch Berglauf |

## Teilnahmen an Weltmeisterschaften und Olympischen Winterspielen

### Olympische Spiele
- 2002 Salt Lake City: 6. Platz Staffel, 20. Platz 10 km klassisch, 33. Platz 30 km klassisch
- 2010 Vancouver: 4. Platz Staffel, 7. Platz 15 km Skiathlon, 11. Platz 30 km klassisch Massenstart, 18. Platz 10 km Freistil

### Nordische Skiweltmeisterschaften
- 2003 Val di Fiemme: 7. Platz Staffel, 11. Platz 15 km klassisch Massenstart, 20. Platz 10 km klassisch
- 2007 Sapporo: 6. Platz Staffel, 8. Platz 15 km Skiathlon, 19. Platz 30 km klassisch Massenstart, 39. Platz Sprint klassisch
- 2009 Liberec: 2. Platz 10 km klassisch, 3. Platz Teamsprint klassisch, 4. Platz 15 km Skiathlon, 5. Platz Staffel, 9. Platz 30 km Freistil Massenstart
- 2011 Oslo: 4. Platz Staffel, 4. Platz Teamsprint klassisch, 5. Platz 15 km Skiathlon, 7. Platz 10 km klassisch, 8. Platz 30 km Freistil Massenstart

## Platzierungen im Weltcup

### Weltcup-Statistik
Die Tabelle zeigt die erreichten Platzierungen im Einzelnen.
- 1.–3. Platz: Anzahl der Podiumsplatzierungen
- Top 10: Anzahl der Platzierungen unter den ersten zehn
- Punkteränge: Anzahl der Platzierungen innerhalb der Punkteränge
- Starts: Anzahl gelaufener Rennen in der jeweiligen Disziplin
- Hinweis: Bei den Distanzrennen erfolgt die Einordnung gemäß FIS.

| Platzierung         | Distanzrennen a | Distanzrennen a | Distanzrennen a | Distanzrennen a | Distanzrennen a | Skiathlon Verfolgung | Sprint | Etappen- rennen b | Gesamt | Team c | Team c  |
| Platzierung         | ≤ 5 km          | ≤ 10 km         | ≤ 15 km         | ≤ 30 km         | > 30 km         | Skiathlon Verfolgung | Sprint | Etappen- rennen b | Gesamt | Sprint | Staffel |
| ------------------- | --------------- | --------------- | --------------- | --------------- | --------------- | -------------------- | ------ | ----------------- | ------ | ------ | ------- |
| 1. Platz            |                 | 1               |                 |                 |                 |                      |        |                   | 1      |        | 1       |
| 2. Platz            |                 | 1               |                 |                 |                 | 2                    |        |                   | 3      | 1      | 1       |
| 3. Platz            |                 | 2               |                 |                 |                 | 2                    |        | 1                 | 5      |        | 3       |
| Top 10              | 3               | 15              | 3               | 2               |                 | 15                   | 6      | 4                 | 48     | 2      | 18      |
| Punkteränge         | 9               | 31              | 8               | 5               | 1               | 25                   | 23     | 7                 | 109    | 2      | 21      |
| Starts              | 14              | 45              | 11              | 5               | 1               | 29                   | 29     | 7                 | 141    | 2      | 21      |
| Stand: Karriereende |                 |                 |                 |                 |                 |                      |        |                   |        |        |         |

### Weltcup-Gesamtplatzierungen
| Saison  | Gesamt | Gesamt | Distanz | Distanz | Sprint | Sprint |
| Saison  | Punkte | Platz  | Punkte  | Platz   | Punkte | Platz  |
| ------- | ------ | ------ | ------- | ------- | ------ | ------ |
| 2000/01 | 11     | 85.    | -       | -       | 11     | 59.    |
| 2001/02 | 12     | 80.    | -       | -       | 7      | 57.    |
| 2002/03 | 58     | 51.    | -       | -       | -      | -      |
| 2003/04 | 64     | 55.    | 64      | 38.     | -      | -      |
| 2004/05 | 21     | 69.    | 21      | 45.     | -      | -      |
| 2005/06 | -      | -      | -       | -       | -      | -      |
| 2006/07 | 281    | 19.    | 204     | 13.     | 13     | 51.    |
| 2007/08 | 155    | 34.    | 135     | 26.     | 20     | 51.    |
| 2008/09 | 1002   | 6.     | 662     | 3.      | 120    | 20.    |
| 2009/10 | 646    | 9.     | 383     | 10.     | 105    | 26.    |
| 2010/11 | 1051   | 7.     | 563     | 4.      | 184    | 13.    |